# Kalmakanda
Kalmakanda (en bengali : কলমাকান্দা) est une upazila du Bangladesh dans le district de Netrokona. En 1991, on y dénombrait 209 360 habitants.